# Харалампиев, Георгий
Гео́ргий Харала́мпиев Васи́лев (болг. Георги Харалампиев Василев; 10 сентября 1942 — 14 января 2023) — болгарский футболист, играл на позиции полузащитника.

## Биография

### Игровая карьера
Харалампиев большую часть карьеры играл на родине за софийскую «Славию» (1959—1961, 1963—1970, 1971—1972), с которой выиграл два Кубка Болгарии в 1964 и 1966 годах, а также становился серебряным и бронзовым призёром чемпионата страны. Помимо «Славии» он играл за пловдивский «Ботев», с которым выиграл Кубок Болгарии 1962 года, и «Чардафон-Орловец».

### Тренерская карьера
Работал главным тренером нескольких болгарских команд, среди которых были «Беласица» и «Добруджа».

### Смерть
Скончался 14 января 2023 года в возрасте 80 лет.

## Достижения
«Ботев (Пловдив)»
- Обладатель Кубка Болгарии (1): 1962

«Славия (София)»
- Обладатель Кубка Болгарии (2): 1964, 1966